# Anne-Marie Mersen
Pour l’article homonyme, voir Mersen.
Anne-Marie Mersen, née en 1930 à Moulins (Allier), est une comédienne française.

## Filmographie
- 1951 : Anatole chéri de Claude Heymann
- 1952 : La Fête à Henriette de Julien Duvivier
- 1952 : Grand Gala de François Campaux
- 1953 : Les femmes s'en balancent de Bernard Borderie - Rita, la standardiste
- 1954 : Dossier secret (Mr. Arkadin) de Orson Welles
- 1954 : Après vous, duchesse de Robert de Nesle
- 1954 : Bonnes à tuer de Henri Decoin
- 1954 : Les Clandestines de Raoul André
- 1954 : Dossier secret d'Orson Welles
- 1955 : French Cancan de Jean Renoir - Paquita
- 1955 : Les Grandes Manœuvres de René Clair - La petite bonne du cercle des officiers
- 1955 : Les Hommes en blanc de Ralph Habib
- 1955 : Mon curé champion du régiment de Émile Couzinet
- 1955 : Pas de pitié pour les caves de Henry Lepage
- 1955 : La Rue des bouches peintes de Robert Vernay
- 1955 : Le Toubib, médecin du gang de Ivan Govar - Sonia
- 1956 : Elisa de Roger Richebé
- 1956 : La Loi des rues de Ralph Habib
- 1956 : OSS 117 n'est pas mort de Jean Sacha
- 1955 : Quai des illusions de Émile Couzinet
- 1957 : Ces dames préfèrent le mambo de Bernard Borderie - Marylin, la barmaid
- 1957 : Filles de nuit de Maurice Cloche
- 1957 : Marchands de filles de Maurice Cloche
- 1957 : Quand la femme s'en mêle de Yves Allégret - La fleuriste
- 1958 : Pourquoi viens-tu si tard ? de Henri Decoin - Un flirt de Walter
- 1958 : Gigi, de Vincente Minnelli
- 1959 : La Femme et le Pantin de Julien Duvivier
- 1959 : Bal de nuit de Maurice Cloche